# Léo Urban
Léo Urban, né le 26 octobre 1993 dans le 14e arrondissement de Paris, est un Youtubeur et grimpeur français,.

## Biographie
Né le 26 octobre 1993 dans le 14e arrondissement de Paris, Léo Urban a grandi en Andorre avec ses parents à partir de ses quatre ans.
Léo Urban, en quête de stimulations, est exclu à plusieurs reprises du système scolaire. Il intègre un collège sport-études en Ariège, où il pratique des activités comme le canyoning, la randonnée, le ski et la Via ferrata.

## Parcours
À partir de ses 13 ans, Léo Urban bénéficie en Andorre d'entraînement dans le Parkour urbain. A 18 ans Léo Urban décroche son baccalauréat en section littéraire et, dans le même temps, il commence à faire des vidéos sur Youtube dans le milieu du Parkour.
En septembre 2014, Léo Urban rejoint le collectif Hit the Road. Il s’installe à Paris et se focalise sur le Parkour urbain pendant deux ans. En parallèle, Léo Urban découvre les forêts de la région parisienne.
En 2016, Léo Urban quitte le collectif et revient en Andorre jusqu’en 2019.
Léo Urban intègre l’équipe BlackList, coachée par Sébastien Foucan et s'entraîne en parallèle au Chase Tag. L’équipe sera championne d’Europe puis troisième aux championnats du monde de Londres de 2019.

## Ascensions d’édifices urbains
Depuis quelques années déjà[Quand ?], Léo Urban avait repéré les différentes tours grimpées par le Spiderman français, Alain Robert. 2019 sera l’année de sa première ascension, en novembre, avec Nico Mathieux : 145 m pour la tour Glòries de Barcelone, première d’une longue série.

## Télévision
En mars 2020, Léo se lance sur YouTube pendant le confinement pandémique lié au Covid-19. Pour Léo Urban, c’est le déclic. À partir de 2021, il commence une carrière à la télévision française en tant que présentateur dans la série Free Spirits va relever 16 défis sportifs au cours de 8 épisodes réalisés par Tom Dumoulin. Et l’Enfant de la Forêt sur Canal+. S’ensuivit la série Les Nouveaux Explorateurs.

## Une vie consacrée à la méthode Primal
Après 15 ans d'entraînement dans les forêts d’Andorre et les forêts d’Europe, Léo part dans la jungle pour étudier le mouvement Primal notamment dans la Forêt de Białowieża, en Ouganda, les Orang-outangs et les Mentawai à Sumatra sur l'île de Siberut , les Baka au Cameroun, les San en Namibie ou encore le Ceibo, l’arbre de Sinangoe en Equateur en observant les grands singes. Il est dans ce sens devenu ambassadeur de l’Institut Jane Goodall,.

### Ouvrages littéraires
- 2024 : Humanimal paru chez Grasset[12]